# Lematyzacja
Lematyzacja – dobór, forma, liczba haseł w słowniku.
Hasłami (lemami) w słowniku mogą być nie tylko  wyrazy, ale też frazeologizmy, formy gramatyczne (np. stopień wyższy przymiotników, formy supletywne przysłówków: lepiej, besser. formy zaimków osobowych (mnie, mir), morfemy słowotwórcze: nad-, un-, -haft, nazwy własne (imiona, nazwy geograficzne). Do problemów związanych z lematyzacją należy też decyzja, w jakiej formie dane jednostki mają w słowniku występować jako hasła, np. czasowniki w formie bezokolicznika (pracować) czy 1. osoby liczby pojedynczej (pracuję), czy jako oddzielne hasła lematyzowane są formy czasu przeszłego niemieckich czasowników  (np. ging, sprach).  Lematyzację należy dostosować do wieku czy umiejętności użytkowników słownika. Powinna być  inna w słownikach szkolnych przeznaczonych dla uczniów szkoły podstawowej a inna dla osób dorosłych.
Wyrazy hasłowe/hasła najczęściej występują w porządku alfabetycznym, rzadziej w układzie niszowo-alfabetycznym albo gniazdowym (por. makrostruktura). Homonimy zwykle (nie zawsze) są lematyzowane jako oddzielne hasła, np. niem. Ball (piłka) i Ball (bal, zabawa). Lematyzacja może być utożsamiana z makrostrukturą w węższym znaczeniu.